# Giedlarowa
Giedlarowa – wieś w Polsce położona w województwie podkarpackim, w powiecie leżajskim, w gminie Leżajsk.
Miejscowość jest siedzibą rzymskokatolickiej parafii pw. Michała Archanioła należącej do dekanatu Leżajsk I w archidiecezji przemyskiej.

## Położenie
Giedlarowa znajduje się u podnóża wschodniej części Płaskowyżu Kolbuszowskiego. Zajmuje obszar 2995,99 ha i liczy sobie ok. 4 tys. mieszkańców. Przez wieś przepływają dwie rzeki: Błotnia i Radejówka. W latach siedemdziesiątych rozpoczęto eksploatację lokalnych zasobów gazu ziemnego. Miejscowość rozciąga się wzdłuż drogi wojewódzkiej nr 877 na długości ok. 8 km.
Wieś królewska Gillarowa położona na przełomie XVI i XVII wieku w powiecie przemyskim ziemi przemyskiej województwa ruskiego, w drugiej połowie XVII wieku należała do starostwa leżajskiego. W latach 1954–1972 wieś należała i była siedzibą władz gromady Giedlarowa. W latach 1973–1976 miejscowość była siedzibą gminy Giedlarowa. W latach 1975–1998 miejscowość położona była w województwie rzeszowskim.

## Części wsi
| SIMC    | Nazwa            | Rodzaj    |
| ------- | ---------------- | --------- |
| 0653699 | Dworczyna        | część wsi |
| 0653707 | Góra             | część wsi |
| 0653713 | Namłynie         | część wsi |
| 0653720 | Osipy            | część wsi |
| 0653736 | Pańska Góra      | część wsi |
| 0653742 | Podkościół       | część wsi |
| 0653759 | Półtoraki        | część wsi |
| 0653765 | Sośnina          | część wsi |
| 0653771 | Wilkowyja-Krzaki | część wsi |
| 0653788 | Zakarczmie       | część wsi |

## Historia
Giedlarowa jest jedną ze wsi lokowanych podczas wielkiej akcji kolonizacyjnej okolic Leżajska z przełomu XIV i XV wieku. 10 stycznia 1409 roku Mikołaj Giedlar otrzymał od dzierżawcy krakowskiego przywilej lokowania osady na prawie niemieckim w dolinie rzeki Rzeczicha (dzisiejsza Błotnia). W tym samym roku został on potwierdzony przez przebywającego w okolicach króla Władysława Jagiełłę. Pierwszym sołtysem został Mikołaj Giedlar. Do dziś zachował się dokument lokacyjny wraz z kilkoma odpisami:
240 1440, 10 III, Kraków
feria quinta post dominicam Letare
Władysław Trzeci król Polski, elekt królestwa węgierskiego, jak też ziemi krakowskiej, sandomierskiej, sieradzkiej, łęczyckiej, kujawskiej, najwyższy książę Litwy, pan i dziedzic Pomorza i Rusi na prośbę Jana z Kunaszowej sołtysa wsi Giedlarowa transumuje dokument Mikołaja syna Drogosza tenutariusza krzeszowskiego wystawiony 18 I 1409 roku w Leżajsku, zlecający Mikołajowi Giedlarowi mieszczaninowi leżajskiemu osadzenie na surowym korzeniu wsi Giedlarowej nad rzeką Rzeczychą.
Świadkowie: Zbigniew biskup krakowski, Jan biskup chełmski, Jan z Czyżowa kasztelan krakowski, Jan z Tęczyna wojewoda krakowski, Sędziwój z Ostroroga wojewoda poznański, Albert z Małego wojewoda łęczycki, Dobrogost z Szamotuł kasztelan poznański, Wawrzyniec Zaremba z Kalinowej kasztelan sieradzki.
Datum per manus... Johannis de Conyeczpolye Regni Polonie cancellarii et Petri de Sczekoczin vicecancellarii.
Ad relacionem... Johannis de Conyeczpolye Regni Polonie cancellarii.
Kop.: Warszawa, AGAD, dok. perg. nr 4765 (transumpt króla Zygmunta Starego z 31 lipca 1525 r.).
Wyd.: ZDM II 553.
Reg.: MatArch. 111.
W Giedlarowej urodził się dwukrotny Marszałek Sejmu RP Józef Zych.
We wsi działają dwa kluby sportowe: KS Victoria Giedlarowa oraz UKS Maraton Giedlarowa.

## RTCN Giedlarowa
Na terenie wsi znajduje się radiowo-telewizyjne centrum nadawcze. 